# Шербро (язык)
Шербро (амампа, мампа) — язык народа шербро, проживающего в прибрежных районах на западе Сьерра-Леоне. Относится к атлантическим языкам нигеро-конголезской макросемьи. Число носителей — 135 тыс. чел. Выделяют несколько диалектов: шенге, ситиа, ндема и полуостровной шербро. Сходство между диалектами — 83 — 89 % лексики. Шербро слабо понимаем носителями языка буллом-со и практически не понимаем носителями крим. Активно вытесняется соседними языками: крио, английским, темне и др.